# Australisch tenniskampioenschap 1961
De 49e editie van het Australische grandslamtoernooi, het Australisch tenniskampioenschap 1961, werd gehouden van 20 tot en met 30 januari 1961. Voor de vrouwen was het de 35e editie. Het toernooi werd gespeeld op de grasbanen van de Kooyong Lawn Tennis Club te Melbourne.

## Belangrijkste uitslagen
Mannenenkelspel

Finale: Roy Emerson (Australië) won van Rod Laver (Australië) met 1-6, 6-3, 7-5, 6-4
Vrouwenenkelspel

Finale: Margaret Smith (Australië) won van Jan Lehane (Australië) met 6-1, 6-4
Mannendubbelspel

Finale: Rod Laver (Australië) en Bob Mark (Australië) wonnen van Roy Emerson (Australië) en Martin Mulligan (Australië) met 6-3, 7-5, 3-6, 9-11, 6-2
Vrouwendubbelspel

Finale: Mary Reitano (Australië) en Margaret Smith (Australië) wonnen van Mary Hawton (Australië) en Jan Lehane (Australië) met 6-4, 3-6, 7-5
Gemengd dubbelspel

Finale: Jan Lehane (Australië) en Bob Hewitt (Australië) wonnen van Mary Reitano (Australië) en John Pearce (Australië) met 9-7, 6-2
Meisjesenkelspel

Finale: Robyn Ebbern (Australië) won van Fay Toyne (Australië) met 4-6, 8-6, 6-0
Meisjesdubbelspel

Winnaressen: Robyn Ebbern (Australië) en Madonna Schacht (Australië)
Jongensenkelspel

Winnaar: John Newcombe (Australië)
Jongensdubbelspel

Winnaars: Rod Brent (Australië) en John Newcombe (Australië)
1905 · 1906 · 1907 · 1908 · 1909 · 1910 · 1911 · 1912 · 1913 · 1914 · 1915 · 1916–1918 · 1919 · 1920 · 1921 · 1922 · 1923 · 1924 · 1925 · 1926 · 1927 · 1928 · 1929 · 1930 · 1931 · 1932 · 1933 · 1934 · 1935 · 1936 · 1937 · 1938 · 1939 · 1940 · 1941–1945 · 1946 · 1947 · 1948 · 1949 · 1950 · 1951 · 1952 · 1953 · 1954 · 1955 · 1956 · 1957 · 1958 · 1959 · 1960 · 1961 · 1962 · 1963 · 1964 · 1965 · 1966 · 1967 · 1968
↓ open tijdperk ↓
1969 (m-v-md-vd-gd) · 1970 (m-v-md-vd) · 1971 (m-v-md-vd) · 1972 (m-v-md-vd) · 1973 (m-v-md-vd) · 1974 (m-v-md-vd) · 1975 (m-v-md-vd) · 1976 (m-v-md-vd) · jan 1977 (m-v-md-vd) · dec 1977 (m-v-md-vd) · 1978 (m-v-md-vd) · 1979 (m-v-md-vd) · 1980 (m-v-md-vd) · 1981 (m-v-md-vd) · 1982 (m-v-md-vd) · 1983 (m-v-md-vd) · 1984 (m-v-md-vd) · 1985 (m-v-md-vd) · 1986 · 1987 (m-v-md-vd-gd) · 1988 (m-v-md-vd-gd) · 1989 (m-v-md-vd-gd) · 1990 (m-v-md-vd-gd) · 1991 (m-v-md-vd-gd) · 1992 (m-v-md-vd-gd) · 1993 (m-v-md-vd-gd) · 1994 (m-v-md-vd-gd) · 1995 (m-v-md-vd-gd) · 1996 (m-v-md-vd-gd) · 1997 (m-v-md-vd-gd) · 1998 (m-v-md-vd-gd) · 1999 (m-v-md-vd-gd) · 2000 (m-v-md-vd-gd) · 2001 (m-v-md-vd-gd) · 2002 (m-v-md-vd-gd) · 2003 (m-v-md-vd-gd) · 2004 (m-v-md-vd-gd) · 2005 (m-v-md-vd-gd) · 2006 (m-v-md-vd-gd) · 2007 (m-v-md-vd-gd) · 2008 (m-v-md-vd-gd) · 2009 (m-v-md-vd-gd) · 2010 (m-v-md-vd-gd) · 2011 (m-v-md-vd-gd) · 2012 (m-v-md-vd-gd) · 2013 (m-v-md-vd-gd) · 2014 (m-v-md-vd-gd) · 2015 (m-v-md-vd-gd) · 2016 (m-v-md-vd-gd) · 2017 (m-v-md-vd-gd) · 2018 (m-v-md-vd-gd) · 2019 (m-v-md-vd-gd)  · 2020 (m-v-md-vd-gd) · 2021 (m-v-md-vd-gd) · 2022 (m-v-md-vd-gd) · 2023 (m-v-md-vd-gd) · 2024 (m-v-md-vd-gd) · 2025 (m-v-md-vd-gd)
Lijst van Australian Openwinnaars